# Giorgio de Chirico
Giorgio de Chirico (Volos, Grčka, 10. srpnja 1888. – Rim, 20. studenog 1978.), grčko-talijanski slikar; osnivač metafizičke škole slikarstva i preteča nadrealizma.

## Životopis
Umjetnički se obrazovao u Ateni, Firenci i Münchenu (od 1906.) gdje je postao članom umjetničke akademije. U Njemačkoj je bio pod utjecajem filozofija Friedricha Nietzschea i Schopenhauera, ali i njemačkog romantičarskog simbolizma Arnolda Böcklina i Klingera, kod kojih je cjenio mogućnost da mitološke prizore uklope u sadašnjost, u prorijeđenoj i zamrznutoj atmosferi.
Godine 1909. vratio se u Italiju., a 1911. godine otišao je u Pariz, gdje je upoznao Apollinairea i odbacio svaku kubističku fragmentaciju i futurističko razbijanje forme te kult brzine i suvremene tehnologije. Izlagao je u Parizu 1912. i 1913. godine, a reprodukcije njegovih slika pojavile su se i u američkom umjetničkom časopisu 291. Originali tih reprodukcija bili su izloženi u galeriji Dada u Zürichu. Do 1914. de Chiricove je teorije s njime dijelio jedino njegov brat Alberto Savinio (1891. – 1952.), pisac i glazbenik koji je u Italiji promicao radove dadaističkog pjesnika Tristana Tzare.
Godine 1915. de Chirico je upoznao futurista Carla Carrà. S Carlom Carràom u Ferrari je 1917. godine utemeljio metafizičko slikarstvo, kao reakciju na futuristički dinamizam koji je tada bio popularni pravacu talijanskom slikarstvu. Prvo izdanje njihova časopisa Valori plastici, tiskano je 1918. godine, kada je de Chiricovo slikarstvo postajalo sve popularnije u Italiji.
Sljedećih je godina definirao kanone metafizičkog slikarstva, a njegova su razmatranja objavljena u časopisu "Pittura metafisica" ("Metafizičko slikarstvo"). Radove nastale između 1915. i 1925. karakteriziraju teme i motivi ogoljene arhitekture u nerealističnoj perspektivi, uronjene u tajanstvenu atmosferu, bez ljudskih likova. U prikazima interijera iz istog razdoblja zatječu se predmeti izmješteni iz svog prirodnog ili očekivanog konteksta, čime se postiže efekt nadrealnog. Javljaju se i uznemirujući klasični motivi (Hektor i Andromaha, Ettore e Andromaca, 1917.). Na motiv krojačke lutke, simbol suvremenog čovjeka, nadahnuo ga je "Čovjek bez lica", lik iz drame njegova brata, književnika i slikara Alberta Savinija.
Dvadesetih godina došao je u doticaj s nadrealizmom.
Izrađivao je i kazališne scenografije, pisao prozu (Uspomene iz mog života) i likovne kritike. 
Snažno je utjecao na nadrealističku likovnu umjetnost, ali romanom Heptameros i na nadrealističku književnost.

## Djela
De Chiricova je ljubav prema mitovima i klasičnoj kulturi učinila njegove slike, naslikane odlučnim i sjajnim umjetničkim jezikom, veoma prepoznatljivima. On je geometrijskom pravilnošću slikao statične kompozicije spajajući realno i imaginarno (svijet sna, podsvijesti i sl.) naglašavajući plastične vrijednosti neobičnih, apsurdnih kombinacija predmeta i pojava (kao kod npr. Velikog Metafizičara). Prikazivao je bezvremene prizore nepokretne atmosfere: napušteni trgovi okruženi sjenovitim kolonadama, prazne i negostoljubive građevine ili udaljena groblja. De Chirico je tipične motive svojih slika (tornjeve, arkade, kipove i vlakove) crpio iz svojih sjećanja na djetinjstvo u Grčkoj i kasnija putovanja po Italiji.
Svoju je umjetnost opisao kao metafizičku zato što ona pokazuje svijet koji je skriven iza stvarnoga. Tu je teoriju razvio takošto je iz svojih tema izbacio sve uobičajene asocijacije i postavio ih u novu i neobičnu okolinu. Njegove slike nisu imale nikav odnos s prirodom ili poviješću, i zato nam ne ottkrivaju prepoznatljive detalje ili naznake o svom stvarnom značenju. Najvažnije mu je bilo stvoriti neobični ugođaj tajanstvenosti i nelagode, što je i uspjevao uporabom tamnih sjenki, anonimnih lutaka, bizarnim i otuđujućim nizanjem predmeta te zagonetnim naslovima svojih slika. Takva pjesnička koncepcija umjetnosti, koju je de Chirico sam nazvao “strogom, cerebralnom, asketskom i lirskom”, slijedila je filozofiju Nietzschea koji je tvrdio da umjetnost nema logično značenje.
Mnogi su mu radovi bliski kubističkima (Hektor i Andromaha), a poslije u “klasicističkoj fazi” stvara konzervativnija djela u kojima preovladavaju karakteristični elementi i motivi antičke umjetnosti (Sjećanja na Ilijadu; Pjesnik u nedoumici). 

### Popis važnijih djela
- Nostalgija za beskonačnošću (La nostalgia dell'infinito, datirana 1911.)
- Ljubavna pjesma (Canzone d'amore, 1914.)
- Misterija i melankolija ulice (Mistero e malinconia di una strada, 1914.)
- Metafizički interijer s velikom tvornicom (Interno metafisico con grande fabbrica, 1916.)
- Autoportret (Autoritratto, 1920.)
- Arheolozi (Archeologi, 1927.)
- (I fuochi sacri, 1929.)
- Povratak izgubljenog sina I (Il ritorno del figliol prodigo I, 1929.)

## Vanjske poveznice
- Giorgio de Chirico
- Giorgio de Chirico in Volos
- Giorgio de Chirico ART CENTRE
- Ten Dreams Galleries